# August Peter Lorenzen Claussen
August Peter Lorenzen Claussen (* 23. Dezember 1841 in Norddeich (Dithmarschen); † 11. Dezember 1912 in Friedrichstadt) war ein deutscher Schullehrer und Autor von Schullehrbüchern.

## Leben
August Peter Lorenzen Claussen studierte von Ostern 1862 bis zum Ausbruch des Deutsch-Dänischen Krieges 1864 am Lehrerseminar Eckernförde. Er examinierte Ostern 1868 und bestand die Rektoratsprüfung in Tondern 1877.
Als Lehrer fungierte er 1864–1868 in Oster-Ohrstedt, 1868–1870 in Wilster und 1870–1876 als Obermädchenlehrer und Konrektor in Wesselburen. Danach kehrte er nach Eckernförde zurück, wo er an seiner Ausbildungsstätte selbst Lehrerseminarlehrkraft wurde. 1882 wechselte er als Seminarlehrer an das Evangelische Schullehrer-Seminar in Bütow in Pommern, wo er auch Konrektor war. In seiner Zeit als Lehrkraft an den beiden Lehrerseminaren verfasste Claussen mehrere Schul- und Ausbildungslehrbücher.

## Schriften
- Geographie für Volks- und Mittelschulen. Wiederholungsbuch für Schüler. Heldt, Eckernförde 1878
- Geographie der Provinz Schleswig-Holstein. Heldt, Eckernförde 1879
- Geographie der Provinz Pommern. Bütow 1882
- Lehrbuch der mathematischen Geographie. Für Seminarien, Real- und Volksschulen. Knapp, Leipzig 1878
- Das Rechnen mit Logarithmen. Sammlung von Aufgaben aus der Zins- und Rentenrechnung und aus der ebenen und sphärischen Trigonometrie. Knapp, Leipzig 1878
- Kopfrechnenschule. Sammlung von methodisch geordneten Kopfrechnenaufgaben; Teil 1: Für die mittleren Klassen der Volks- und Mittelschulen; Teil 2: Für die Oberklassen der Volks- und Mittelschulen, für Präparandenanstalten und Seminarien. Bergas, Schleswig 1881.
- Die trigonometrische Auflösung der quadratischen und kubischen Gleichungen. Bergas, Schleswig 1880
- Lehrbuch der Physik nebst Anleitung zum Experimentieren. Für höhere Knaben- und Mädchenschulen, für Volksschulen und Präparandenanstalten. Potsdam 1883
- Lehrbuch der Arithmetik und Algebra. Berlin 1883

## Familie
Zusammen mit seiner Gattin Doris (geb. Christiansen) hatte August P. L. Claussen drei Söhne: Max Lorenz Carl (* 1865), Claus Friedrich Henning (* 1870) und Christian Wilhelm Otto (* 1872).